# Talmont (Vendée)
Pour les articles homonymes, voir Talmont.
Ne doit pas être confondu avec Talmont-Saint-Hilaire.
Talmont est une ancienne commune française située dans le département de la Vendée.
Après avoir fusionné deux fois avec la commune de Saint-Hilaire-de-Talmont en 1795 et 1834, elle s’associe de nouveau à cette dernière à partir du 1er janvier 1974 pour former Talmont-Saint-Hilaire.

## Géographie

### Localisation
L’ancienne commune de Talmont se situe au sud-ouest du département de la Vendée.
Le bourg de Talmont se situe à 2 km de Saint-Hilaire, à 3 km de la Guitière, à 5 km de Bourgenay, à 7 km de Jard, à 9 km de Poiroux et de Saint-Vincent.

## Toponymie
Le bourg est connu au XIVe siècle en tant que Talemont et Thalemont, puis, Talemond et Talmond au XVIIe siècle et enfin Talmond le siècle suivant. Sous la Révolution, la municipalité conserve le nom de Talmond. Dans l’arrêté du 9 brumaire an X (31 octobre 1801), elle devient Talmont,, graphie qui est conservée depuis le XIXe siècle.
Le nom de Talmont proviendrait du gaulois Talamum, composé d’un terme (talam) faisant référence à la « terre » ou l’« argile » complété du suffixe -unnos. Au XIIe siècle, par attraction, les finales se transforment en -mond ou -mont.

## Histoire
La municipalité s’associe une première fois à Saint-Hilaire-de-Talmont en ventôse an III (hiver 1795) mais s’en dissocie dès floréal an IV (printemps 1796).
Sous la monarchie de Juillet, une nouvelle union des deux communes, qui prend le nom de Talmont-Saint-Hilaire, est scellée par l’ordonnance royale du 11 mars 1834. Cependant les communes de Saint-Hilaire et de Talmont sont restaurées par une loi du 24 octobre 1849.
Enclavée par Saint-Hilaire-de-Talmont, la commune de Talmont obtient par une loi du 25 juillet 1860 le transfert d’une portion de la commune de Saint-Hilaire sur le sien.
C’est à la suite d’un arrêté préfectoral du 27 décembre 1973 qu’une troisième et dernière fusion est prononcée entre les deux communes qui forment à compter du 1er janvier 1974 Talmont-Saint-Hilaire.

## Politique et administration

### Liste des maires
| Période                                  | Période          | Identité                 | Étiquette | Qualité |
| ---------------------------------------- | ---------------- | ------------------------ | --------- | --- |
| 1790                                     | 1790             | Mathurin Brechard        |           | |
| 1790                                     | 1790             | M. Thibaut               |           | |
| 1790                                     | 1791             | Jean-Baptiste Maroilleau |           | |
| 1791                                     | 1792             | M. Ganeau                |           | |
| 1792                                     | 1795             | Jean-Baptiste Pelizatti  |           | |
| Première fusion (1795-1796)              |                  |                          |           | |
| 1800                                     | 1805             | Albert Joslain           |           | |
| 1805                                     | 1808             | Paul Thoumazeau          |           | |
| 1808                                     | 1815             | François Gillaizeau      |           | |
| 1815                                     | 1830             | Pierre Garnier           |           | |
| 1830                                     | 1832             | Joseph Gaudin            |           | |
| 1832                                     | 1834             | Alexis Duroussy          |           | |
| Seconde fusion (1834-1849)               |                  |                          |           | |
| 1850                                     | 1857             | Alexis Duroussy          |           | |
| 1857                                     | 1876             | Eugène Gillaizeau        |           | |
| 1876                                     | 1877             | Aimé Batiot              |           | |
| 1877                                     | 1878             | Eugène Gillaizeau        |           | |
| 1878                                     | 1889             | Aimé Batiot              |           | |
| 1889                                     | 1929             | Georges Batiot           | PR        | Avocat Conseiller de préfecture Membre de la Chambre des députés, élu dans la Vendée (1893-1898) Conseiller général, élu dans le canton de Talmont (1902-1925) |
| 1929                                     | 1941             | Vincent Branger          |           | |
| 1941                                     | 1941             | Constant Caillet         |           | |
| 1941                                     | 1944             | Louis Perrocheau         |           | |
| 1944                                     | 1945             | Fernand Delaire          |           | |
| 1945                                     | 1953             | Jean Guesneau            |           | |
| 1953                                     | 1961             | Sylvain Phelippeau       |           | |
| 1961                                     | 1971             | Henri Aveline            |           | |
| 1971                                     | 31 décembre 1973 | Sylvain Phelippeau       |           | |
| Les données manquantes sont à compléter. |                  |                          |           | |

### Instances administratives
Administrativement, la commune de Talmont dépend de l’arrondissement des Sables-d’Olonne et du canton de Talmont — dont elle est le chef-lieu — à sa disparition.
Historiquement, à partir du début de la Révolution, la commune de Talmond appartient au canton de Talmond dans le district des Sables-d’Ollonne. De 1801 et jusqu’à ses disparitions (de 1801 à 1834 et de 1849 à 1973), la commune se situe dans l’arrondissement des Sables-d’Olonne et dans le canton de Talmont.

## Démographie

### Gentilé
Les habitants de Talmont sont appelés les Talmondais.

### Évolution démographique
L’évolution du nombre d’habitants est connue à travers les recensements de la population effectués dans la commune de 1793 à 1831 puis de 1851 à 1968.
| 1793 | 1800 | 1806 | 1821 | 1831 | 1836 | 1841 | 1846 | 1851 |
| ---- | ---- | ---- | ---- | ---- | ---- | ---- | ---- | ---- |
| 550  | 396  | 464  | 572  | 600  | -    | -    | -    | 724  |

| 1856 | 1861 | 1866  | 1872  | 1876  | 1881  | 1886  | 1891  | 1896  |
| ---- | ---- | ----- | ----- | ----- | ----- | ----- | ----- | ----- |
| 694  | 980  | 1 043 | 1 040 | 1 027 | 1 043 | 1 047 | 1 159 | 1 155 |

| 1901  | 1906  | 1911  | 1921  | 1926  | 1931  | 1936  | 1946  | 1954  |
| ----- | ----- | ----- | ----- | ----- | ----- | ----- | ----- | ----- |
| 1 209 | 1 333 | 1 233 | 1 116 | 1 166 | 1 107 | 1 101 | 1 014 | 1 014 |

| 1962  | 1968  | - | - | - | - | - | - | - |
| ----- | ----- | - | - | - | - | - | - | - |
| 1 046 | 1 110 | - | - | - | - | - | - | - |

## Culture locale et patrimoine

### Lieux et monuments
Avant sa disparition, la commune de Talmont admet plusieurs monuments sur son territoire d’exercice :
- le château de Talmont ;
- l’église Saint-Pierre.

### Personnalités liées à la commune
- Charles-Jean-Marie Alquier, né à Talmont le 13 octobre 1752, mort à Paris le 3 février 1826, avocat, magistrat, homme politique et diplomate.
- Georges Batiot (1845-1929), avocat, député et conseiller général français, maire de Talmont de 1889 à 1929
- Léon Pommeray (1858-1931), homme politique né et décédé à Talmont, député de Charente-Maritime de 1897 à 1902.
- Antoine-Philippe de La Trémoille (1765-1794), noble et militaire français de la guerre de Vendée titré prince de Talmont
- Savary de Mauléon (mort en 1233), noble poitevin à la tête de la seigneurie de Talmont au Moyen Âge
- Philippe Mestre (1927-2017), homme politique français ministre des Anciens Combattants de 1993 à 1995

### Note
1. ↑  Le nombre de kilomètres entre deux points a été obtenu par le service de calcul d’itinéraire du Géoportail, selon l’itinéraire le plus court[1].